# Kalahari (Wahlkreis)
Der Wahlkreis Kalahari ist ein Wahlkreis im Osten der Region Omaheke. Er besteht im Wesentlichen aus dem namibischen Teil der Kalahari und ist daher nach ihr benannt. Auf einer Fläche von 12.250 km² leben 12.000 Einwohner (Stand 2023). Kreisverwaltungssitz ist die Ansiedlung Tsjaka.
Zudem gehört das Stadtviertel Nossobville in Gobabis zum Wahlkreis. Die National Unity Democratic Organisation of Namibia hat im März 2021 eine Änderung und Anschließung an den Wahlkreis Gobabis beantragt.

## Wahlen
| Wahl | Name             | Partei | Stimmenanteil |
| ---- | ---------------- | ------ | ------------- |
| 1992 |                  |        |               |
| 1998 | Paulo Thataone   | DTA    | 53,0 %        |
| 2004 | Orateng Mogotsi  | SWAPO  | 61,1 %        |
| 2010 | Ignatius Kariseb | SWAPO  | 68,8 %        |
| 2015 | Ignatius Kariseb | SWAPO  | 70,7 %        |
| 2020 | Ignatius Kariseb | SWAPO  | 52,8 %        |